# Hermann Müller (Botaniker)

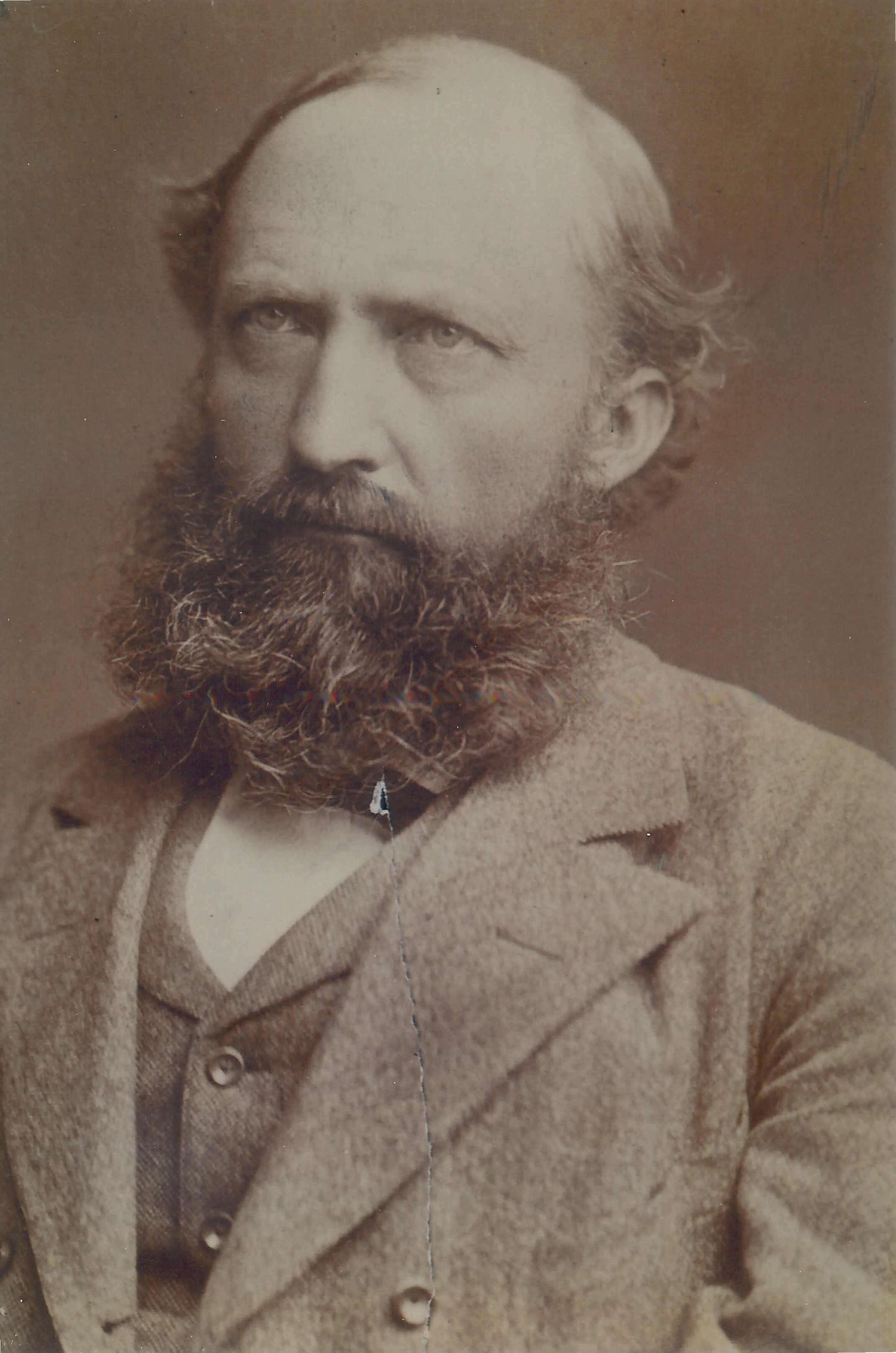
Hermann Müller

Heinrich Ludwig Hermann Müller (* 23. September 1829 zu Mühlberg; † 25. August 1883 in Prad am Stilfserjoch) war ein deutscher Botaniker. Sein offizielles botanisches Autorenkürzel lautet „H.Müll.“

## Werdegang
Müller war Sohn des Pfarrers Johann Friedrich Müller (* 7. Dezember 1794; † 18. November 1875) und der Tochter des Apothekers Johann Bartholomäus Trommsdorff, Martha Caroline Trommsdorff (* 17. Oktober 1799; † 6. Februar 1843). Der Botaniker und Forscher Fritz Müller war sein älterer Bruder. Hermann Müller war verheiratet und hatte drei Kinder.
Er legte 1848 das Abitur an dem Königlichen Gymnasium (heute Ev. Ratsgymnasium) in Erfurt ab. Anschließend absolvierte er ein naturwissenschaftliches Studium an den Universitäten Halle und Berlin. Sein besonderes Interesse galt der Botanik, Zoologie und Geologie. Sein Examen legte er 1852 ab.
Nach der Promotion mit dem Thema Beiträge zu einem natürlichen System der Käfer an der Universität Jena (1855) und ausgedehnten Reisen in Mitteleuropa und dem Alpenraum war Müller zunächst Vertretungslehrer in Berlin und Schwerin und ab 1855 Lehrer, ab 1865 Oberlehrer und ab 1883 Professor an der Realschule („Naturwissenschaftliches Gymnasium“; heute: Ostendorf-Gymnasium) in Lippstadt/Westf.

## Leistungen
Anfangs galt sein Hauptinteresse Laubmoosen und Insekten unter systematischen Gesichtspunkten. In dieser Phase standen Erwerb von Formenkenntnissen und das Anlegen von Sammlungen, die er auch im Schulunterricht einsetzte, im Mittelpunkt. So untersuchte er um 1855 die Höhlenfauna (besonders augenlose Käfer) der Karsthöhlen der Kraina, Kärntens und Istriens. Nach dem Bekanntwerden mit den Werken Darwins beschäftigte er sich besonders mit der Blütenbiologie unter streng evolutiven Gesichtspunkten. Müller war ein hochangesehener Biologe und der wichtigste Erforscher der Bestäubungsbiologie im späten 19. Jahrhundert; er war glühender Verfechter des Darwinschen Evolutionsgedankens sowie Korrespondenzpartner Darwins und deswegen auch im Konflikt vor allem mit den Kirchen.
Obwohl 1866 sein naturwissenschaftlicher Lehrplan für die Schulen in Preußen empfohlen wurde, war Müller zunehmend Kritik von katholischer und konservativer Seite ausgesetzt. Sie eskalierte 1879, nachdem ihm vorgeworfen worden war, er indoktriniere seine Schüler mit religionsfeindlichen Gedanken, da er in einigen Vertretungsstunden Kapitel aus dem Werk Werden und Vergehen des deutschen Darwinisten und populärwissenschaftlichen Autors Ernst Krause alias Carus Sterne hatte vorlesen lassen. Die Angelegenheit wurde sogar im Preußischen Abgeordnetenhaus thematisiert. Müller konnte nur durch die Intervention des zuständigen Ministers gehalten werden. Gegen Verleumdungen konservativer Kreise ging er auf dem Prozesswege vor; alle angestrengten Verfahren endeten zu seinem Gunsten.
Müller erkannte, dass zwischen Blüten und Tieren Wechselbeziehungen bestehen, die über die Mechanismen der Evolution (Mutation und Selektion) zu einer gegenseitigen Anpassung beider geführt haben. Diesen Tatbestand bezeichnet man heute als „Koevolution“. Darwin schrieb in einem Brief über ihn: „Hermann Müller ist ein so exakter Beobachter und ein so scharfer Denker, dass ich immer zögere, etwas zu veröffentlichen, wenn ich nicht mit ihm übereinstimme.“

## Tod
Müller starb am 25. August 1883 in Tirol auf einer blütenbiologischen Forschungsreise in die Alpen an einem Lungenemphysem. Er liegt als letzter in einem Ehrengrab auf dem Friedhof am Kirchlein St. Johann (Prad). In seiner ehemaligen Schule erinnern ein Gedenkstein und ein Marmormedaillon an den bedeutenden Biologen. U. a. wurde die Orchideenart Müllers Stendelwurz (Epipactis muelleri) nach ihm benannt.

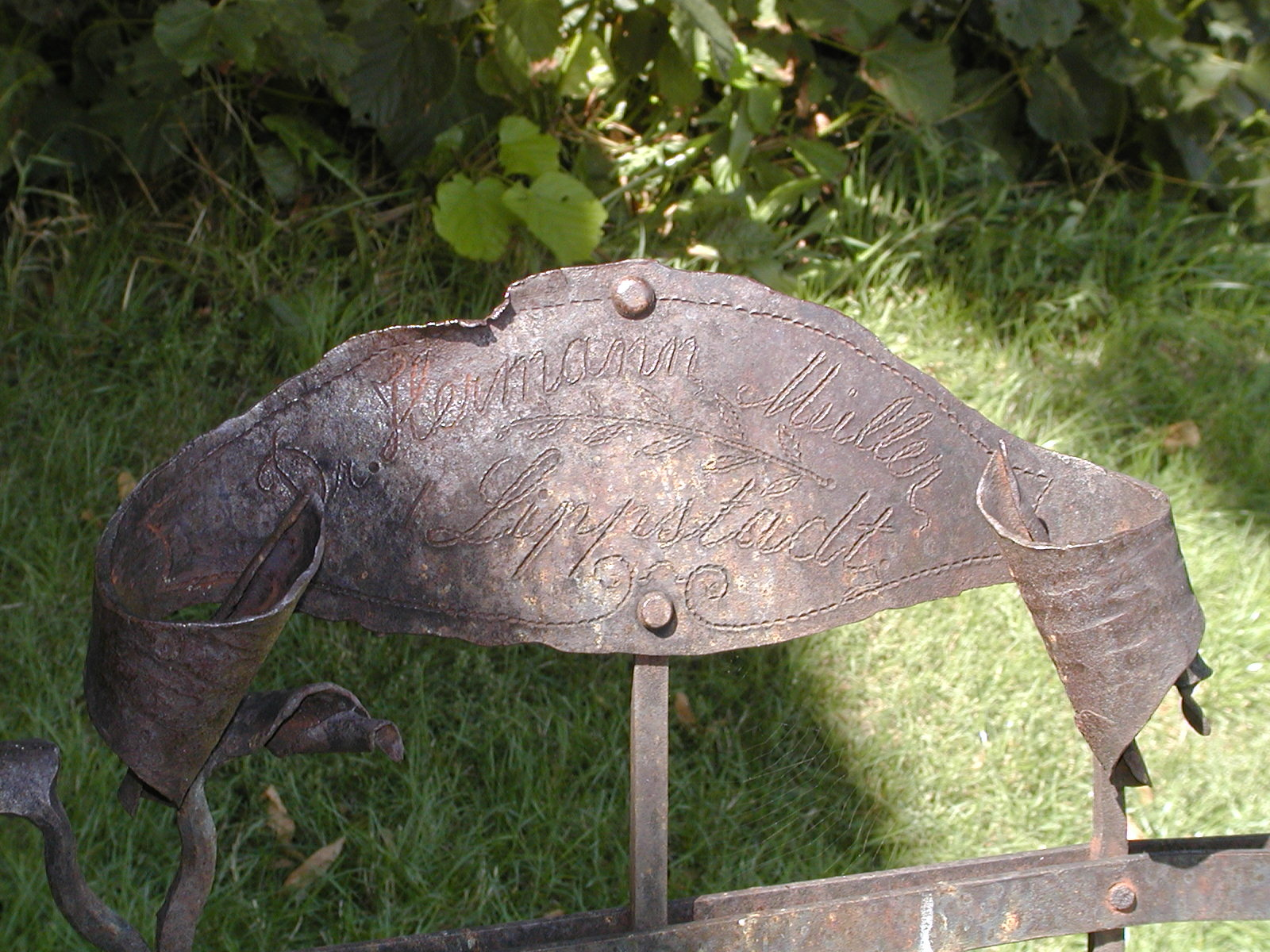
Grab
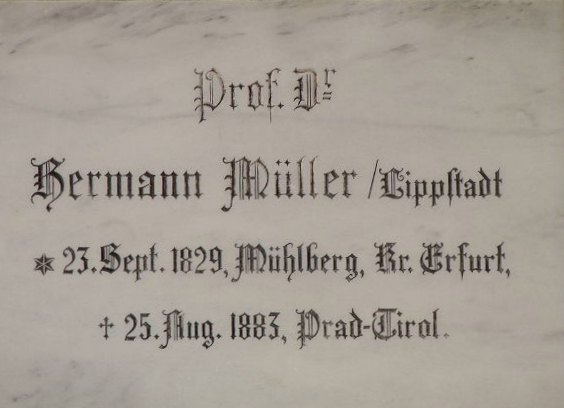
Gedenktafel in der Nordwand der Kirche St. Johann
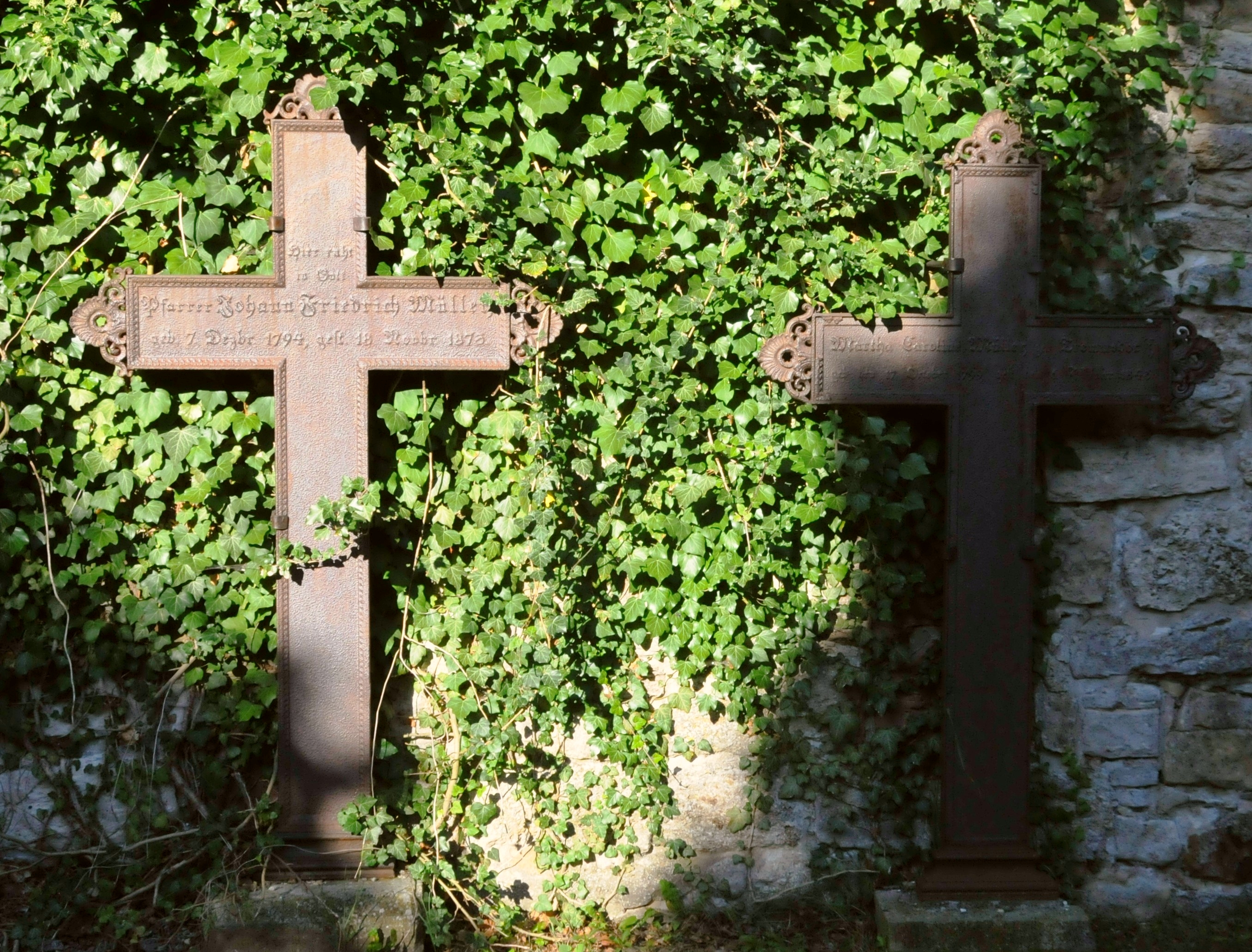
Grabkreuze der Eltern in Mühlberg

## Hauptwerke
- Beitrag zur Flora von Lippstadt, Lippstadt: Blaßmann & Feige, 1858 (Digitalisat)
- Die Befruchtung der Blumen durch Insekten und die gegenseitigen Anpassungen beider. Ein Beitrag zur Erkenntniss des ursächlichen Zusammenhanges in der organischen Natur. Leipzig 1873 (digitale-sammlungen.de).
  - Übersetzt von D’Arcy Thompson: The fertilisation of flowers, London 1883 (books.google.de).
Die Übersetzung beruhte auf einem von Müller zur 2. Auflage vorbereiteten Text aus nicht beschnittenen Druckbögen, mit Randbemerkungen sowie Nachträgen. Sie erschien in Müllers Todesjahr mit einem ausführlichen Vorwort von Darwin, einem der letzten Texte des Begründers der Evolutionstheorie.
- Die Insekten als unbewußte Blumenzüchter. In: Kosmos. Zeitschrift für einheitliche Weltanschauung auf Grund der Entwicklungslehre 2. Jg., 3. Band, 1878, S. 314–337, S. 403–426, S. 476–499.
- Die Wechselbeziehungen zwischen den Blumen und den ihre Kreuzung vermittelnden Insekten. In: A. Schenk (Hrsg.): Handbuch der Botanik. Erster Band (in der Encyclopædie der Naturwissenschaften I. Abth., I. Theil). Breslau 1879, S. 1–112 (digitale-sammlungen.de).
- Alpenblumen, ihre Befruchtung durch Insekten und ihre Anpassungen an dieselben. Leipzig 1881 (books.google.de).